# San Bartolomé Ayautla
San Bartolomé Ayautla là một đô thị thuộc bang Oaxaca, México. Năm 2005, dân số của đô thị này là 3713 người.